# Homolagoa grotelliformis
Homolagoa grotelliformis là một loài bướm đêm trong họ Noctuidae.